# Gypona similis
Gypona similis är en insektsart som beskrevs av Delong 1982. Gypona similis ingår i släktet Gypona och familjen dvärgstritar. Inga underarter finns listade i Catalogue of Life.